# Cratere Pinabel
Pinabel è un cratere sulla superficie di Giapeto.